# Банкрофт (Јужна Дакота)
Банкрофт (енгл. Bancroft) град је у америчкој савезној држави Јужна Дакота.

## Демографија
По попису из 2010. године број становника је 19, што је 18 (-48,6%) становника мање него 2000. године.
| Група             | 2000.       | 2010.      |
| Белци             | 37 (100,0%) | 18 (94,7%) |
| Афроамериканци    | 0 (0,0%)    | 0 (0,0%)   |
| Азијати           | 0 (0,0%)    | 0 (0,0%)   |
| Хиспаноамериканци | 0 (0,0%)    | 0 (0,0%)   |
| Укупно            | 37          | 19         |